# Саргая (річка)
Саргая́, у верхів'ях знана як Черво́на Саргая́ (рос. Саргая, Красная Саргая) — річка в південно-західній частині Свердловській області Росії. Притока Уфи, належить до басейну Каспійського моря.
Загальна довжина Саргаї становить 19 км. Площа водозбірного басейну складає 140 км². Характер живлення мішаний: ґрунтовий, дощовий і сніговий. Навесні на Саргаї часто трапляються повені внаслідок підтоплення талими водами розташованої нижче Уфи, яка сильно розливається. На всьому протязі ця водна артерія має однаковий характер — її дно піщано-галечне із камінням. Річище доволі звивисте, в гирлі відкладається алювіальний матеріал (пісок).
Витік Саргаї розташований у гористій місцевості в 9,5 км на північний захід від селища Дєгтярка (приблизно за 1 км від вершини гори, на її південному схилі). Тече у напрямку із заходу на схід. Від витоку і до місця впадіння притоки Пряма Саргая ця річка носить назву Червоної Саргаї. У верхів'ях її береги горбисті, порослі мішаним (здебільшого ялиново-березовим) лісом. У середній та нижній течії вона набуває вигляду передгірної річки.
Окрім Прямої Саргаї вона вбирає у себе наступні притоки: струмки Широкий і Кунгацький, річки Бобильок, Березовий Лог, Світлий Лог, а також кілька безіменних струмків. Впадає у річку Уфу з правого берега в 406 км від гирла останньої.
Ця річка протікає малонаселеною місцевістю, тому на її берегах розташовані лише два населених пункти, причому один з них — селище Дєгтярка — знаходиться поблизу витоку, а другий — селище Саргая — біля гирла. Обидва поселення з'єднані автомобільною дорогою, що пролягає близько від берега річки. В межах селища Саргая через річку прокладений міст. Води Саргаї, особливо у нижній течії, багаті рибою. З поміж представників іхтіофауни у ній звичайні верховодка, в'язь, головень європейський, лящ, мересниця річкова, окунь, пічкур, плітка, харіус європейський, ялець. Ведеться аматорське рибальство.